# Chaumont-en-Vexin
Chaumont-en-Vexin és un municipi francès, situat al departament de l'Oise i a la regió dels Alts de França. L'any 2007 tenia 3.047 habitants.

## Demografia

### Població
El 2007 la població de fet de Chaumont-en-Vexin era de 3.047 persones. Hi havia 1.138 famílies de les quals 335 eren unipersonals (128 homes vivint sols i 207 dones vivint soles), 335 parelles sense fills, 373 parelles amb fills i 95 famílies monoparentals amb fills.
La població ha evolucionat segons el següent gràfic:
Habitants censats

### Habitatges
El 2007 hi havia 1.247 habitatges, 1.164 eren l'habitatge principal de la família, 26 eren segones residències i 57 estaven desocupats. 867 eren cases i 327 eren apartaments. Dels 1.164 habitatges principals, 664 estaven ocupats pels seus propietaris, 465 estaven llogats i ocupats pels llogaters i 35 estaven cedits a títol gratuït; 71 tenien una cambra, 109 en tenien dues, 199 en tenien tres, 293 en tenien quatre i 492 en tenien cinc o més. 710 habitatges disposaven pel capbaix d'una plaça de pàrquing. A 569 habitatges hi havia un automòbil i a 417 n'hi havia dos o més.

### Piràmide de població
La piràmide de població per edats i sexe el 2009 era:
| Homes | Edats   | Dones |
| ----- | ------- | ----- |
| 0     | 95 o +  | 32    |
| 8     | 90 a 94 | 48    |
| 16    | 85 a 89 | 72    |
| 24    | 80 a 84 | 52    |
| 28    | 75 a 79 | 64    |
| 52    | 70 a 74 | 36    |
| 60    | 65 a 69 | 68    |
| 68    | 60 a 64 | 88    |
| 68    | 55 a 59 | 80    |
| 108   | 50 a 54 | 104   |
| 116   | 45 a 49 | 108   |
| 88    | 40 a 44 | 120   |
| 108   | 35 a 39 | 112   |
| 116   | 30 a 34 | 104   |
| 80    | 25 a 29 | 108   |
| 57    | 20 a 24 | 80    |
| 100   | 15 a 19 | 136   |
| 124   | 10 a 14 | 124   |
| 116   | 5 a 9   | 84    |
| 92    | 0 a 4   | 60    |

## Economia
El 2007 la població en edat de treballar era de 1.876 persones, 1.413 eren actives i 463 eren inactives. De les 1.413 persones actives 1.260 estaven ocupades (648 homes i 612 dones) i 152 estaven aturades (70 homes i 82 dones). De les 463 persones inactives 188 estaven jubilades, 149 estaven estudiant i 126 estaven classificades com a «altres inactius».

### Ingressos
El 2009 a Chaumont-en-Vexin hi havia 1.088 unitats fiscals que integraven 2.666 persones, la mediana anual d'ingressos fiscals per persona era de 19.601 €.

### Activitats econòmiques
Dels 165 establiments que hi havia el 2007, 3 eren d'empreses extractives, 2 d'empreses alimentàries, 2 d'empreses de fabricació d'elements pel transport, 12 d'empreses de fabricació d'altres productes industrials, 15 d'empreses de construcció, 30 d'empreses de comerç i reparació d'automòbils, 7 d'empreses de transport, 12 d'empreses d'hostatgeria i restauració, 3 d'empreses d'informació i comunicació, 16 d'empreses financeres, 4 d'empreses immobiliàries, 22 d'empreses de serveis, 24 d'entitats de l'administració pública i 13 d'empreses classificades com a «altres activitats de serveis».
Dels 44 establiments de servei als particulars que hi havia el 2009, 1 era una oficina d'administració d'Hisenda pública, 1 gendarmeria, 1 oficina de correu, 5 oficines bancàries, 1 funerària, 7 tallers de reparació d'automòbils i de material agrícola, 2 autoescoles, 4 paletes, 1 guixaire pintor, 2 fusteries, 4 lampisteries, 3 electricistes, 2 perruqueries, 1 veterinari, 5 restaurants, 2 agències immobiliàries i 2 salons de bellesa.
Dels 9 establiments comercials que hi havia el 2009, 1 era un hipermercat, 1 una botiga de més de 120 m², 1 una botiga de menys de 120 m², 2 carnisseries, 1 una peixateria, 1 una botiga de material de revestiment de parets i terra i 2 floristeries.
L'any 2000 a Chaumont-en-Vexin hi havia 4 explotacions agrícoles.

## Equipaments sanitaris i escolars
El 2009 hi havia 2 hospitals de tractaments de curta durada, 2 hospitals de tractaments de mitja durada (seguiment i rehabilitació), 1 un hospital de tractaments de llarga durada, 1 psiquiàtric, 2 farmàcies i 2 ambulàncies.
El 2009 hi havia 1 escola maternal i 1 escola elemental. Chaumont-en-Vexin disposava de 2 col·legis d'educació secundària amb 840 alumnes.

## Poblacions més properes
El següent diagrama mostra les poblacions més properes.